# Verità apparente
Verità apparente (The Invisible Circus) è un film drammatico del 2001 diretto da Adam Brooks, basato su un romanzo di Jennifer Egan.

## Trama
Verso la fine degli anni settanta la giovane Phoebe, contro il parere della madre, parte da San Francisco verso l'Europa, per scoprire cosa è realmente successo all'amata sorella Faith, suicidatasi sei anni prima in Portogallo. Ossessionata dal ricordo della sorella, ripercorre le stesse tappe toccate da Faith, andando da Amsterdam fino a Parigi, dove rintraccia l'ex fidanzato di Faith, grazie a lui scopre un aspetto inedito della sorella, ma ciò nonostante continua il suo viaggio alla ricerca della verità.